# Уравнение на Клапейрон – Менделеев
Уравнение на състоянието на идеалния газ (понякога наричано още уравнение на Клапейрон или уравнение на Клапейрон–Менделеев) се изразява с формула, установяваща зависимостта между налягането, моларния обем и абсолютната температура на идеалния газ. Тя е изнамерена през 1834 г. от Емил Клапейрон чрез комбиниране на няколко закона за газове, установени по-рано. Уравнението има вида:
{\displaystyle pV_{M}=RT,}
където
- {\displaystyle \,p} – налягане,
- {\displaystyle \,V_{M}} – моларен обем,
- {\displaystyle \,T} – абсолютна температура,
- {\displaystyle \,R} – универсална газова константа.

Тъй като {\displaystyle V_{M}={\frac {V}{n}}}, където {\displaystyle n} е количество вещество, а {\displaystyle n={\frac {m}{M}}}, където {\displaystyle \,m} е масата, {\displaystyle \,M} – моларна маса, уравнението може да се запише така:
{\displaystyle pV={\frac {m}{M}}RT}.
Или за по-кратко:
{\displaystyle pV=nRT}.
Тази форма носи името уравнение (закон) на Клапейрон–Менделеев.
В случая на постоянна маса на газа уравнението може да се запише така:
{\displaystyle {\frac {pV}{T}}=nR},
{\displaystyle {\frac {pV}{T}}=\mathrm {const} .}
Последното уравнение се нарича обединен газов закон. От него се получават законите на Бойл–Мариот, Жак Шарл и Жозеф Луи Гей-Люсак:
{\displaystyle T=\mathrm {const} \Rightarrow P\cdot V=\mathrm {const} } – закон на Бойл–Мариот.
{\displaystyle p=\mathrm {const} \Rightarrow {\frac {V}{T}}=\mathrm {const} } – закон на Гей-Люсак.
{\displaystyle V=\mathrm {const} \Rightarrow {\frac {P}{T}}=\mathrm {const} } – закон на Шарл